# A Day on a Buffalo Ranch
A Day on a Buffalo Ranch è un cortometraggio muto del 1912. Il film - prodotto da Carl Laemmle - non riporta il nome del regista che non appare nei crediti.

## Produzione
Il documentario fu prodotto dall'Independent Moving Pictures Co. of America (IMP).

## Distribuzione
Distribuito dalla Motion Picture Distributors and Sales Company, il film - un cortometraggio - uscì nelle sale cinematografiche USA il 27 gennaio 1912. Nelle proiezioni, veniva programmato con il sistema dello split reel, accorpato in un'unica bobina con un altro cortometraggio della IMP, la commedia All a Mistake.